# Lindsey-Inseln
Die Lindsey-Inseln sind eine Inselgruppe vor der Walgreen-Küste des westantarktischen Ellsworthlands. Sie liegen unmittelbar vor der nordwestlichen Spitze der Canisteo-Halbinsel in der Amundsensee.
Kartiert wurden die Inseln anhand von Luftaufnahmen der US-amerikanischen Operation Highjump (1946–1947) vom Dezember 1946. Das Advisory Committee on Antarctic Names benannte sie 1960 nach Alton Anthony Lindsey (1907–1999), Biologe bei der zweiten Antarktisexpedition (1933–1935) des US-amerikanischen Polarforschers Richard Evelyn Byrd.